# 1947 في البرتغال
فيما يلي قوائم الأحداث التي وقعت خلال عام 1947 في البرتغال.

## رياضة
- 1 يناير – الدوري البرتغالي الممتاز 1946-47 الفائز سبورتينغ لشبونة.

## مواليد

### يناير
- 16 يناير – خوسيه مينديز لاعب كرة قدم برتغالي.
- 18 يناير – تيريزا لاجو

### فبراير
- 18 فبراير – كارلوس لوبيس

### أبريل
- 13 أبريل – ماريو كرسبو صحفي برتغالي.

### مايو
- 23 مايو – كارلوس مينديز مغني برتغالي.

### يونيو
- 8 يونيو – جايمي غاما سياسي برتغالي.

### أغسطس
- 6 أغسطس – أنطونيو آبرو سياسي برتغالي.
- 16 أغسطس – ألبرتو كوستا سياسي برتغالي.
- 29 أغسطس – ماريو كامبوس لاعب كرة قدم برتغالي.

### أكتوبر
- 8 أكتوبر – فيتور داماس لاعب كرة قدم برتغالي.

## وفيات

### يونيو
- 6 يونيو – خوسيه ماركيز دا سيلفا (مواليد 1869) مهندس معماري برتغالي.